# Jiří Kučný
Jiří Kučný (* 17. listopadu 1983 Vsetín) je někdejší český profesionální hokejista, hrající na postu obránce.

## Hráčská kariéra
Svá mládežnická léta strávil ve Vsetíně, kde poprvé mezi muže pronikl v letní přestávce v roce 2001, kdy nastoupil do jednoho utkání letního Tipsport Cupu. V sezóně 2002/2003 hrál za vsetínské juniory a kromě toho odehrál několik zápasů i za Třebíč. V následující sezóně sice opět hrál za Třebíč, avšak dokázal ve třech zápasech nastoupit i v české nejvyšší soutěži (v dresu Třince). V dalších dvou sezónách nastupoval v extralize za Vsetín, ale od sezóny 2008/2009 hrál za Zlín. V jeho dresu se také účastnil utkání 31. ledna 2010, v němž Zlín porazil Spartu 4:1, ale rozhodčí v něm udělil 439 trestných minut, což je rekord nejvyšší soutěže v České republice. Před sezónou 2011/2012 přestoupil do pražské Sparty a během sezóny odehrál i za prvoligové Ústecké lvy 7 zápasů. Před sezónou 2012/2013 přestoupil do pražské Slavie, se kterou slavil bronzové medaile. Po roce ovšem změnil působiště a od ročníku 2013/2014 přešel k chomutovským Pirátům. I za ně hrál pouze rok a opět změnil své působiště, a sice přestupem v roce 2014 do klubu BK Mladá Boleslav, kde strávil nejdelší období kariéry – 3 sezóny, ve kterých nastoupil k 134 zápasům. Poté v ročníku 2017/2018 přestoupil do klubu Motor České Budějovice. V roce 2018/2019 působil ve slovenské extralize v dresu MsHK Žilina kde zaznamenal 22 kanadských bodů v 56 zápasech, v Žilině působil i v ročníku 2007/2008. Celkem za klub odehrál 118 zápásů a zaznamenal 40 kanadských bodů. Poté působil v sezóně 2019/2020 krátce v dresu HC Slavia Praha a sezónu zkrácenou pandemií covidu-19 dokončil ve slovenské extralize v týmu HC Slovan Bratislava. Poté svou hráčskou kariéru ukončil.

### Přehled sezón
- 2003/04 SK Horácká Slavia Třebíč (1. liga)
- 2004/05 HC Oceláři Třinec (E), SK Horácká Slavia Třebíč (1. liga)
- 2005/06 HC Vsetín (E)
- 2006/07 HC Vsetín (E)
- 2007/08 MsHK Garmin Žilina (SVK1)
- 2008/09 RI Okna Zlín (E)
- 2009/10 PSG Zlín (E)
- 2010/11 PSG Zlín (E), HKm Zvolen (SVK1)
- 2011/12 HC Sparta Praha (E), HC Slovan Ústečtí Lvi (1. liga)
- 2012/13 HC Slavia Praha (E)
- 2013/14 Piráti Chomutov (E)
- 2014/15 BK Mladá Boleslav (E)
- 2015/16 BK Mladá Boleslav (E)
- 2016/17 BK Mladá Boleslav (E)
- 2017/18 HC České Budějovice (1.liga)
- 2018/19 Mshk Žilina (E)
- 2019/20 HC Slavia Praha, HC Slovan Bratislava (E)